# آوتیک گریگوریان (شطرنج‌باز)
آوتیک گریگوریان (ارمنی: Ավետիք Գրիգորյան؛ زادهٔ ۲۷ ژانویهٔ ۱۹۸۹) شطرنج‌باز اهل ارمنستان است که عنوان استاد بین‌المللی در سن ۱۸ سالگی و استادبزرگ در سن ۱۹ سالگی توسط فیده به وی اعطا گردید.
| به‌دلیل برخی مشکلات فنی، نمودارها موقتاً قابل مشاهده نیستند. اطلاعات بیشتر پیرامون این مشکل در فابریکاتور و وبگاه مدیاویکی در دسترس است. | |
| | به‌دلیل برخی مشکلات فنی، نمودارها موقتاً قابل مشاهده نیستند. اطلاعات بیشتر پیرامون این مشکل در فابریکاتور و وبگاه مدیاویکی در دسترس است. |